# Follafoss
Follafoss är en tätort i Steinkjers kommun i Trøndelag fylke i mellersta Norge, cirka 25 kilometer väster om staden Steinkjer.
Follafoss träsliperi startades 1909, senare byggdes en trämassefabrik. Denna fabrik ägdes av Norske Skog, senare av svenska Södra Skogsägarna genom Södra Cell. Den såldes 2013 till österrikiska Mayr-Melnhofen Karton. Bruket tillverkar CTMP-massa.
Ett kraftverk i Follafoss togs i bruk 1923, förnyades 1934 och ersattes av ett nytt 2005.

## Bilder

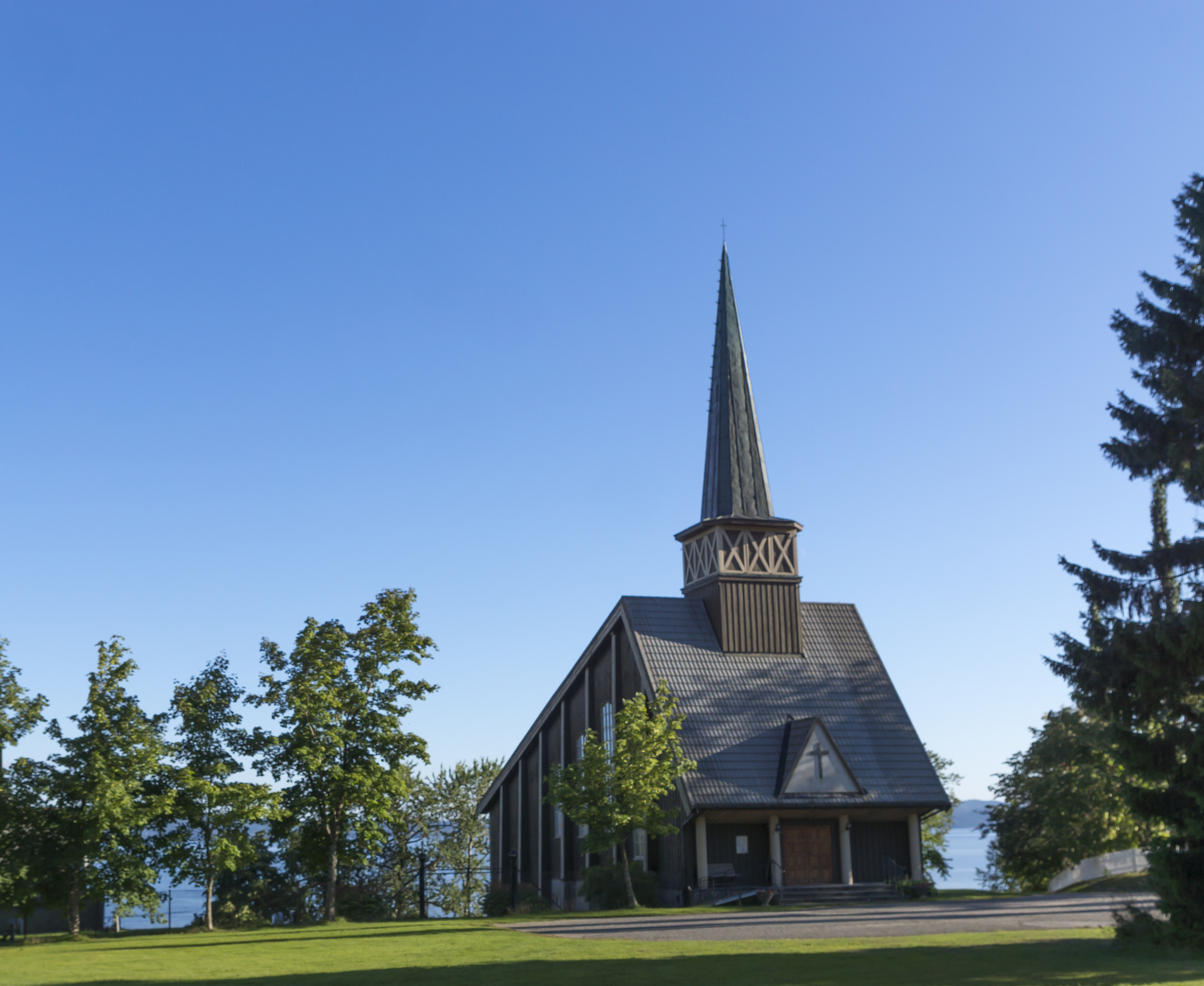
Follafoss kyrka.
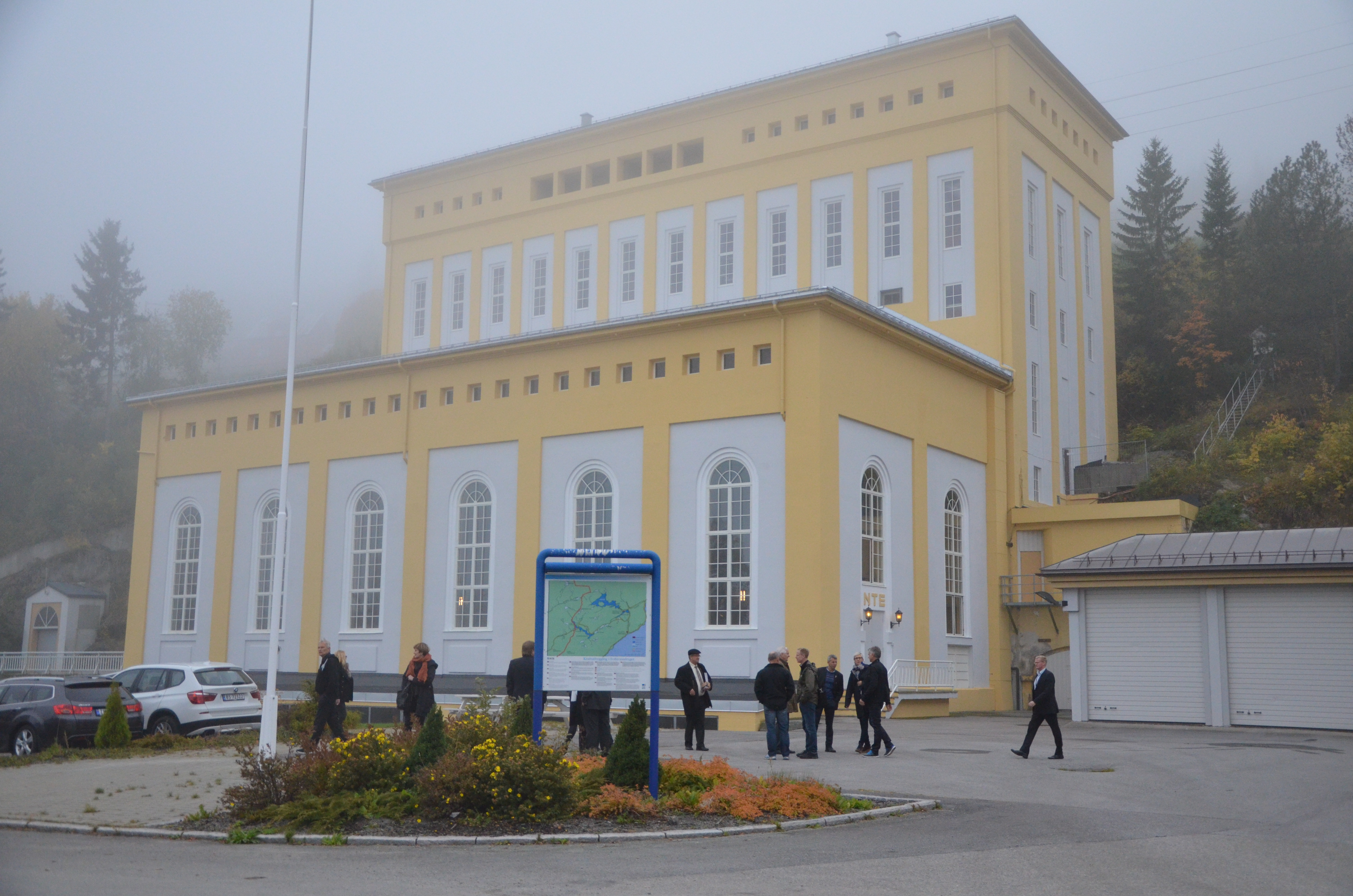
Follafoss kraftverk.